# 馬歇爾伯格鎮區 (北卡羅萊納州加特利縣)
馬歇爾伯格鎮區（英語：Marshallberg Township）是位於美國北卡羅萊納州加特利縣的一個鎮區。

## 地方資料
馬歇爾伯格鎮區的面積為3.62平方千米，皆為陸地。根據2020年美國人口普查的數據，當地共有人口395人，而人口密度為每平方千米109.12人。